# The Adventures of Tarzan
The Adventures of Tarzan er en amerikansk stumfilm fra 1921 af Robert F. Hill og Scott Sidney.

## Medvirkende
- Elmo Lincoln som Tarzan
- Louise Lorraine som Jane Porter
- Scott Pembroke som William Cecil Clayton
- Frank Whitson som Nikolas Rokoff
- Lillian Worth
- Charles Inslee som Porter
- Zip Monberg som Gernot
- Charles Gay som Sheik Ben Ali
- Maceo Bruce Sheffield
- Fifi R. Lachoy
- Frank Merrill
- George B. French
- Gordon Griffith
- Thomas Jefferson